# Thorellina acuminata
Thorellina acuminata is een spinnensoort uit de familie van de wielwebspinnen (Araneidae).
De wetenschappelijke naam van de soort werd in 1898 als Thoracites acuminatus gepubliceerd door Tord Tamerlan Teodor Thorell.